# Piotr z Dusburga

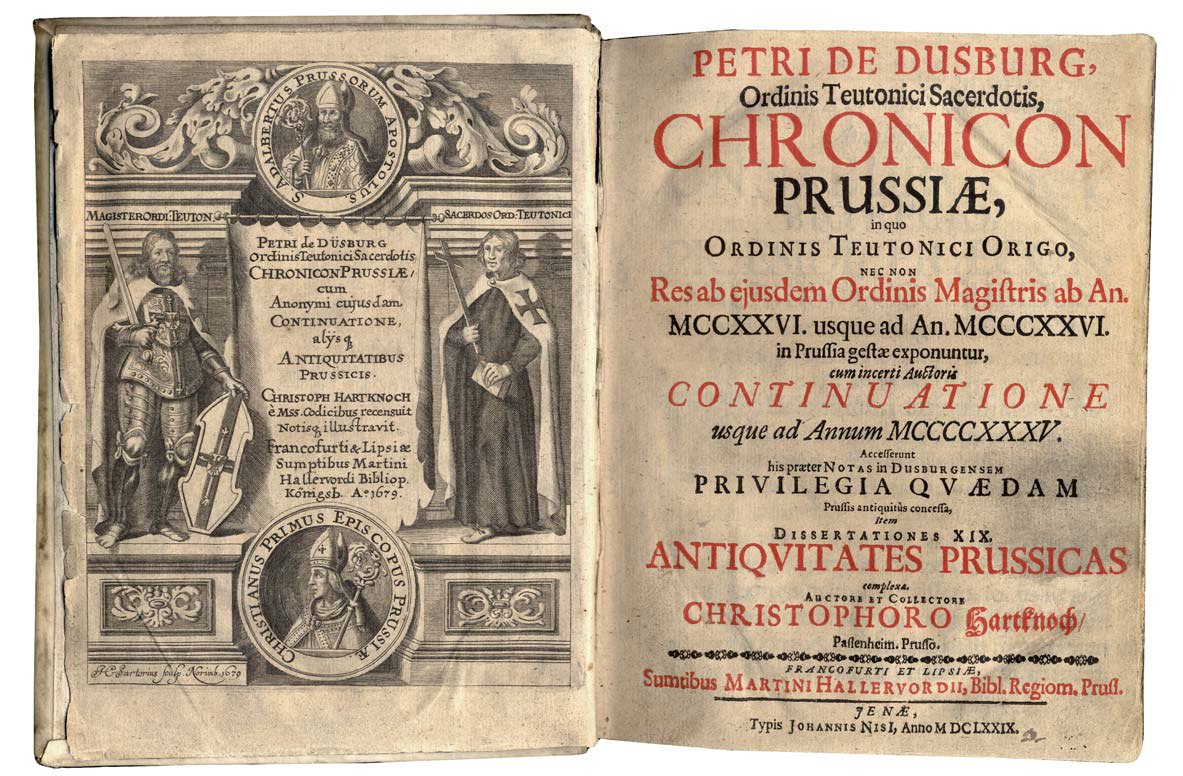
Strony tytułowe kroniki (wyd. 1679)

Piotr z Dusburga (łac. Peter de Dusburg, niem. Petrus von Dusburg, lit. Petras Dusburgietis) – żyjący na przełomie XIII i XIV wieku kronikarz niemiecki, kapłan zakonu krzyżackiego, autor kroniki Chronicon terrae Prussiae (1326), obejmujących dzieje zakonu od jego założenia do czasów współczesnych autorowi.